# Maxus G50
Maxus G50 – samochód osobowy typu minivan klasy średniej produkowany pod chińską marką Maxus od 2019 roku.

## Historia i opis modelu

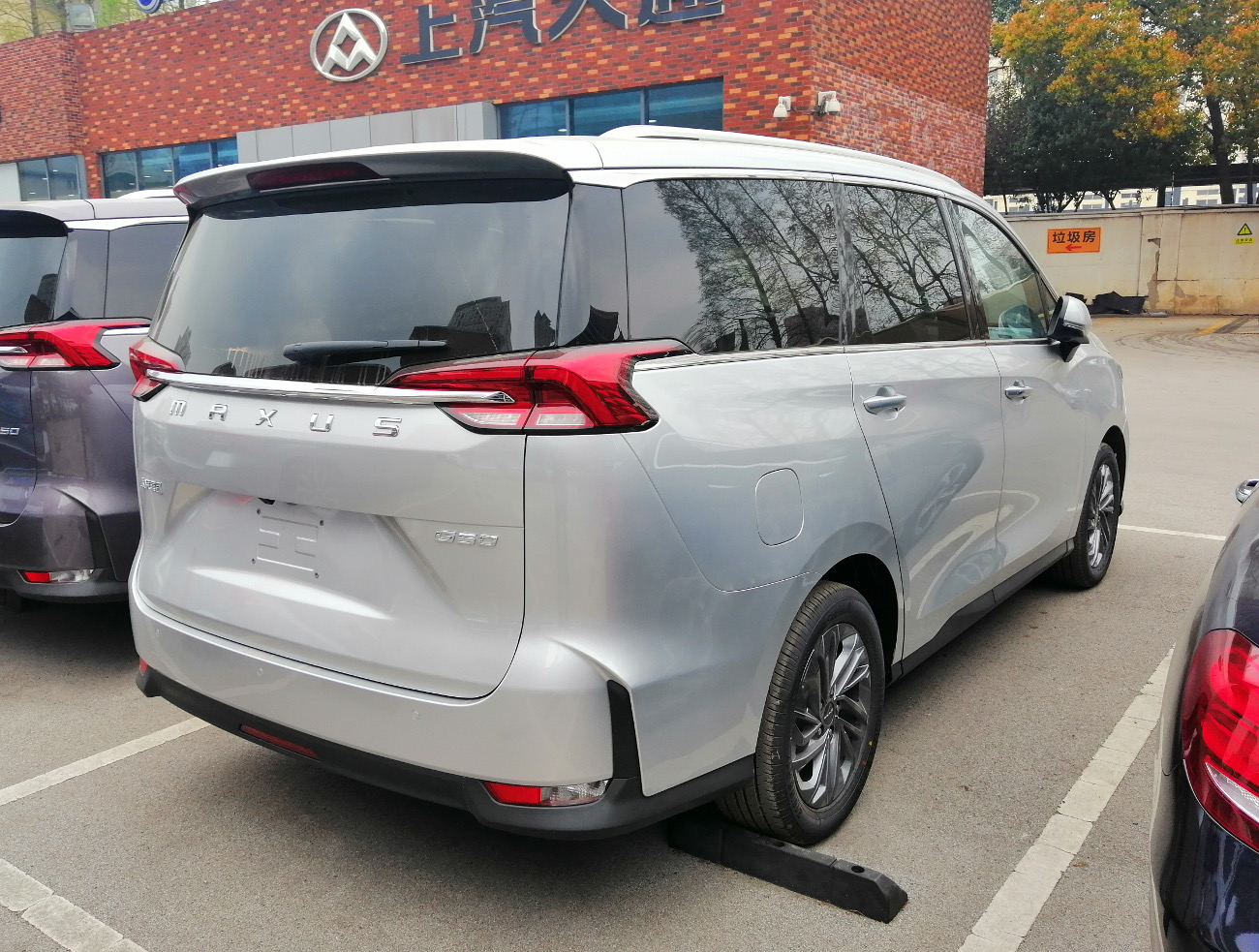
Maxus G50 - tył

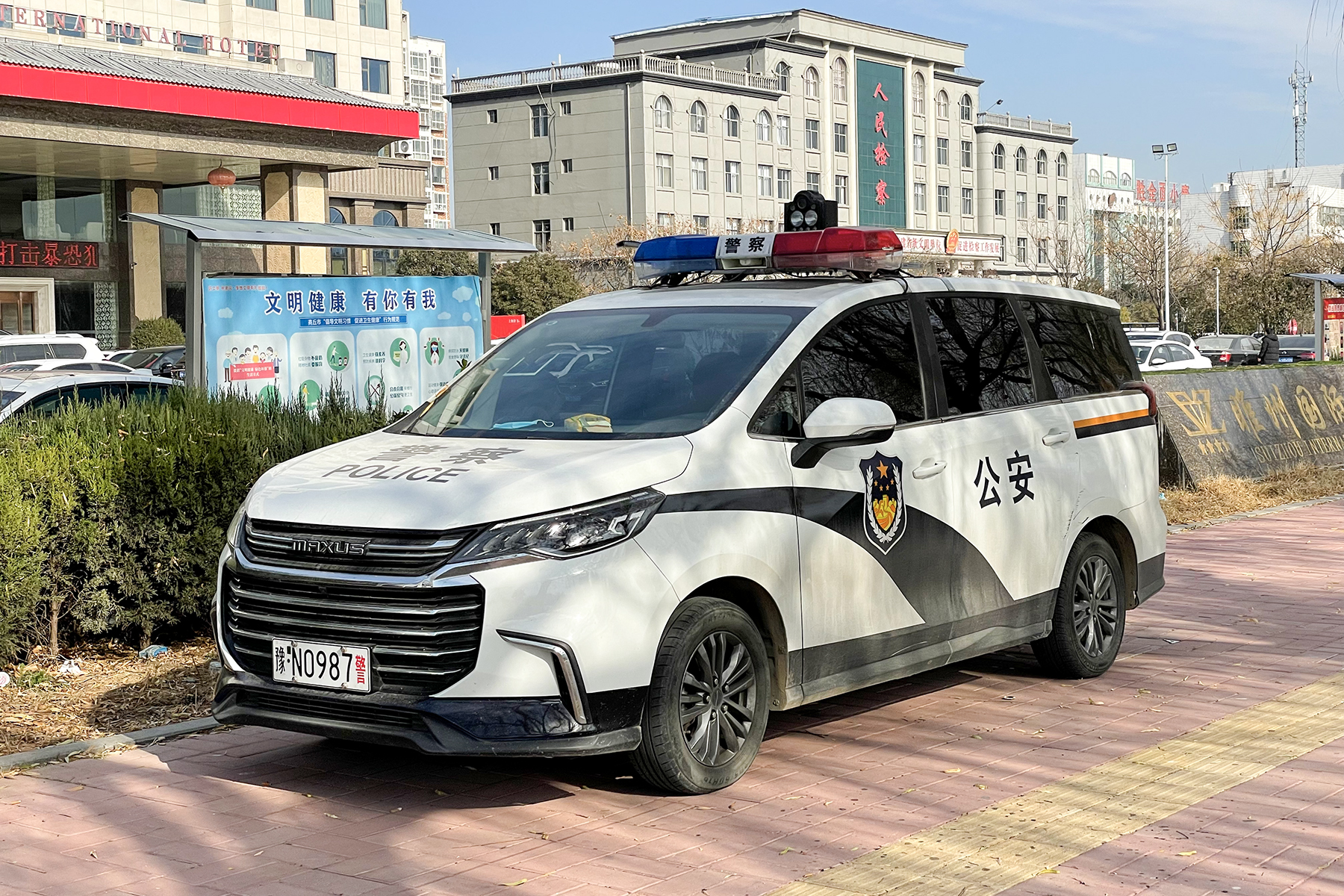
Maxus G50 chińskiej policji

Maxus D50 został przedstawiony po raz pierwszy w 2018 roku jako przednionapędowy minivan, w przeciwieństwie do większych modeli w gamie odróżniający się dwiema parami klasycznie otwieranych drzwi. Samochód przedstawił nowy język stylistyczny marki Maxus, wyróżniając się dużą chromowaną atrapą chłodnicy i agresywnie ukształtowanymi reflektorami.
Gamę jednostek najmniejszego rodzinnego pojazdu w ofercie Maxusa utworzona została przez czterocylindrowe silniki benzynowe o pojemności 1.3 i 1.5, rozwijając odpowiednio moc 150 oraz 162 KM. Do wyboru producent pozostawił zarówno manualną, jak i automatyczną przekładnię biegów.

### G50 Plus
W marcu 2021 roku Maxus przedstawił zmodernizowany wariant pod nazwą Maxus G50 Plus, pozostający w równoległej sprzedaży z modelem sprzed restylizacji. Pod kątem wizualnym pojazd zyskał większą atrapę chłodnicy z rozleglejszymi krawędziami, a także zmodyfikowany tylny zderzak oraz większy wyświetlacz systemu multimedialnego.

### Silniki
- R4 1.3l Turbo
- R4 1.5l

### EG50

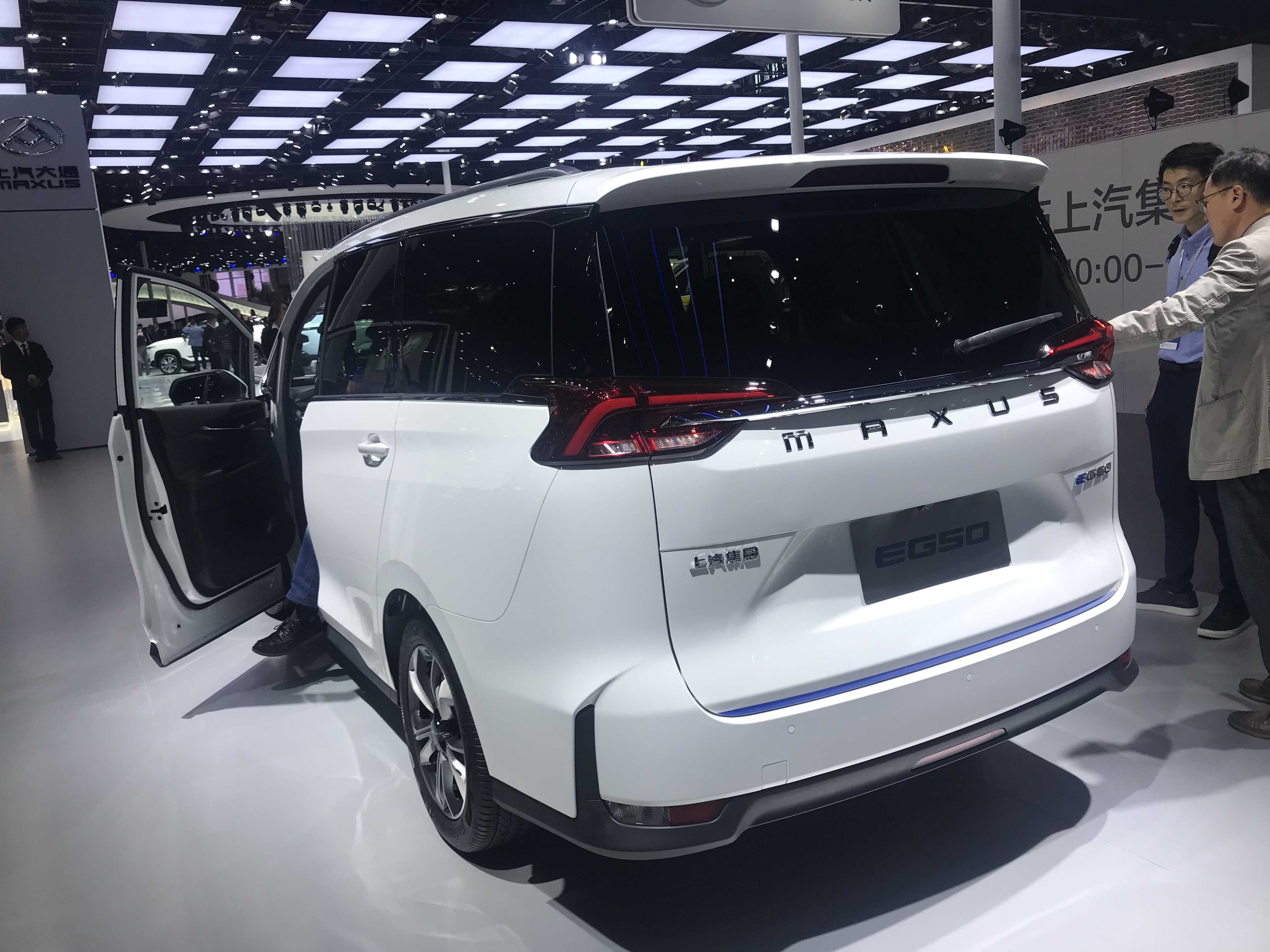
Maxus EG50 - tył

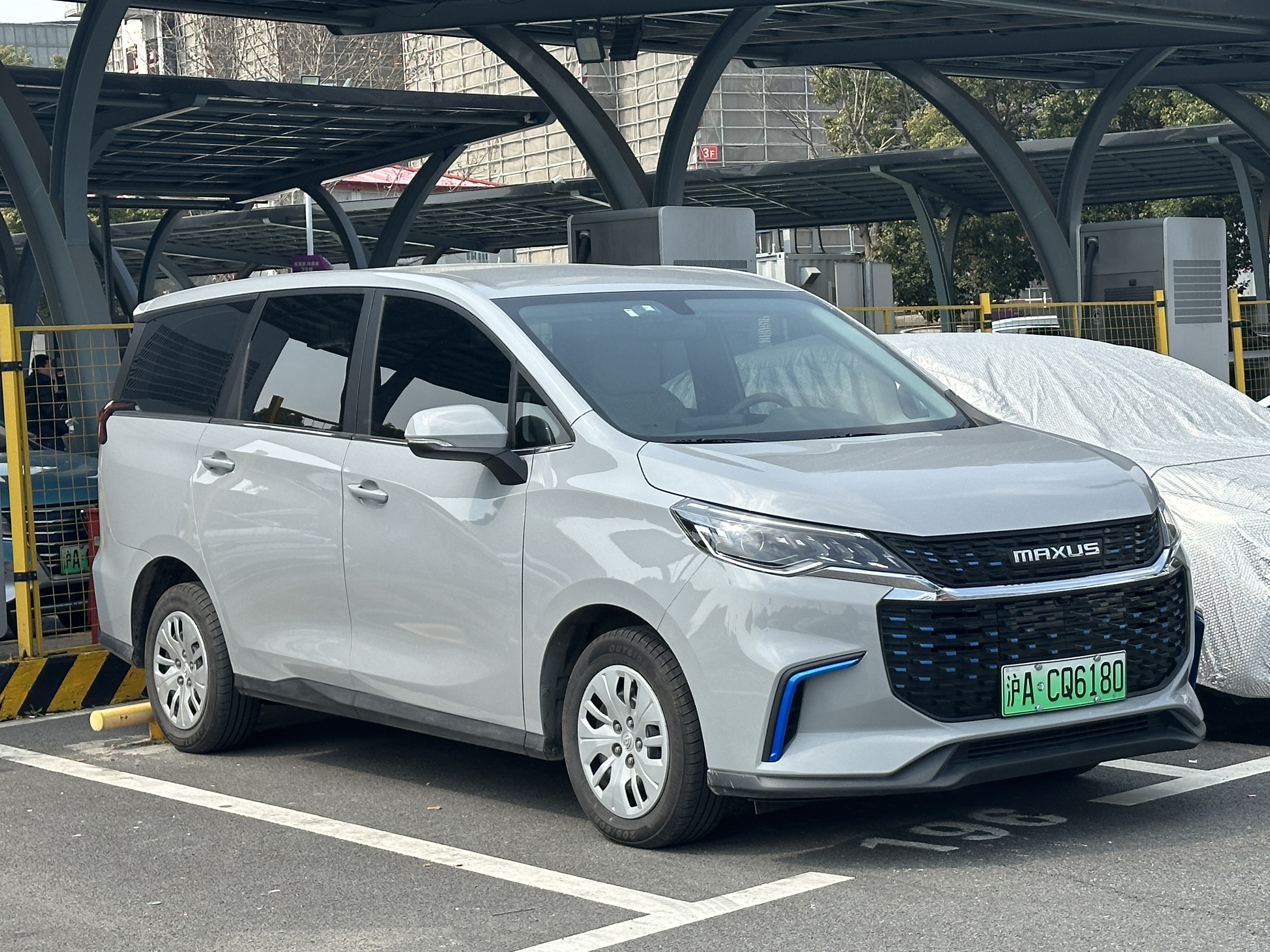
Maxus Euniq 5

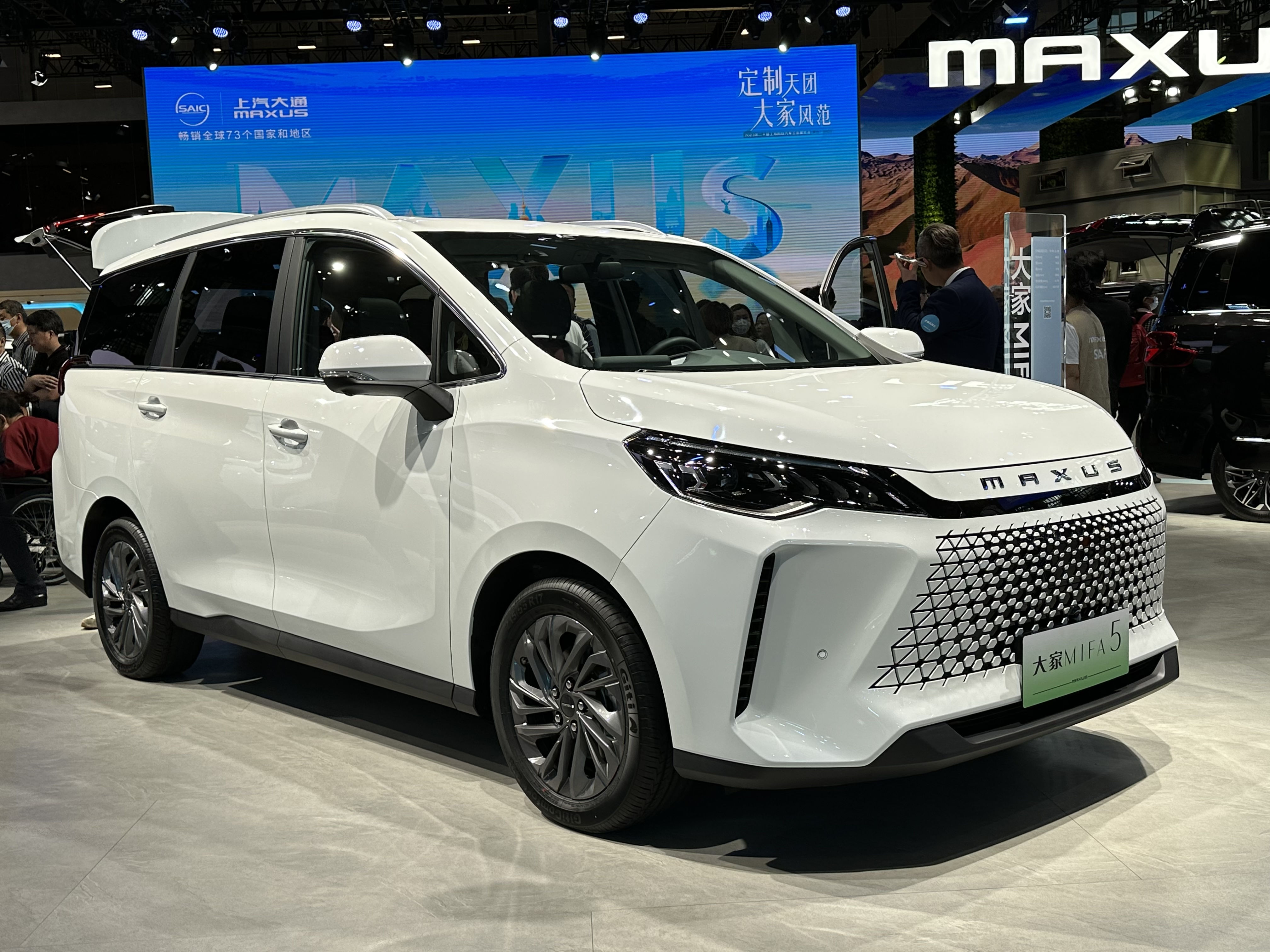
Maxus Mifa 5 po liftingu

Maxus EG50 został zaprezentowany po raz pierwszy w 2019 roku.
Rok po premierze Maxusa G50 gamę wariantów napędowych poszerzył w pełni elektryczny model, Maxus EG50. Samochód otrzymał minimalny zakres zmian wizualnych wobec spalinowego odpowiednika, zyskując zaślepkę w miejscu atrapy chłodnicy oraz niebieskie listwy w zderzakach. Ponadto samochód otrzymał standardowo częściowo cyfrowe zegary z centralnym ekranem, a dźwignię do zmiany trybów jazdy zaadaptował od G50 z automatyczną skryznią biegów.
Już pół roku po premierze, w grudniu 2019, samochód zmienił nazwę na Maxus Euniq 5, zasilając nową linię samochodów elektrycznych w ramach chińskiej marki.

### Lifting
W sierpniu 2022 wersja elektryczna przeszła dedykowaną restylizację, która przyniosła ponowną zmianę nazwy na Maxus Mifa 5 w ramach przemianowania gamy elektrycznych modeli na nowy emblemat. Samochód zyskał przeprojektowany pas przedni, z większym udziałem powierzchni w kolorze lakieru, a także większym ekranem systemu multimedialnego wraz z dodatkowym, pełniącym odtąd funkcję panelu klimatyzacji. Ponadto, samochód wyposażono w mocniejszy, 174-konny silnik elektryczny oraz dwa pakiety baterii: 61 kWh z ok. 430 kilometrów zasięgu oraz 70 kWh z ok. 520 kilometrów zasięgu.

### Sprzedaż
W przeciwieństwie do spalinowego G50, elektryczny wariant tego modelu powstał nie tylko z myślą o wewnętrznym rynku chińskim, ale i w ramach ekspansji Maxusa na rynkach europejskich. Na początku 2022 roku samochód trafił do sprzedaży m.in. w Hiszpanii, Norwegii, Finlandii, Czechach czy Polsce.

### Dane techniczne
Układ napędowy pierwszej wersji z lat 2019–2023 utworzył silnik elektryczny o mocy 115 KM oraz bateria o pojemności 52,2 kWh. Pozwalała ona przejechać na jednym ładowaniu ok. 350 kilometrów według chińskiego, ówczesnego cyklu pomiaroweto NEDC. 